# Tunisien i olympiska sommarspelen 1992
Tunisien deltog i de olympiska sommarspelen 1992 med en trupp, men ingen av landets deltagare erövrade någon medalj.

## Friidrott
Herrarnas 5 000 meter
- Mahmoud Kalboussi
  - Heat — 13:55,01 (→ gick inte vidare)

Herrarnas 400 meter häck
- Fadhel Khayati
  - Heat — DNS (→ gick inte vidare)

## Segling
Herrarnas lechner
- Karim Chammari
  - Slutlig placering — 344,0 poäng (→ 34:e plats)